# Noise Records
La Noise Records è un'etichetta discografica tedesca fondata da Karl-Ulrich Walterbach nel 1983 come espansione della sua precedente casa discografica, la Aggressive Rock Produktionen. La Noise Records è specializzata in musica di genere heavy metal e fa parte della Sanctuary Records dal 2001. Nel 2007 la Universal Music Group acquisisce la Santuary Records e pone fine alla vita tanto della Sanctuary che della Noise.
Solo nel 2016, con il passaggio dei diritti alla BMG, l'etichetta torna in vita per una campagna di ristampe.